# Gäddtjärnen (Mora socken, Dalarna, 676735-141039)
Gäddtjärnen är en sjö i Mora kommun i Dalarna och ingår i Dalälvens huvudavrinningsområde.